# Crassula arborescens
Crassula arborescens là một loài thực vật có hoa trong họ Crassulaceae. Loài này được (Mill.) Willd. miêu tả khoa học đầu tiên năm 1798.

## Gallery

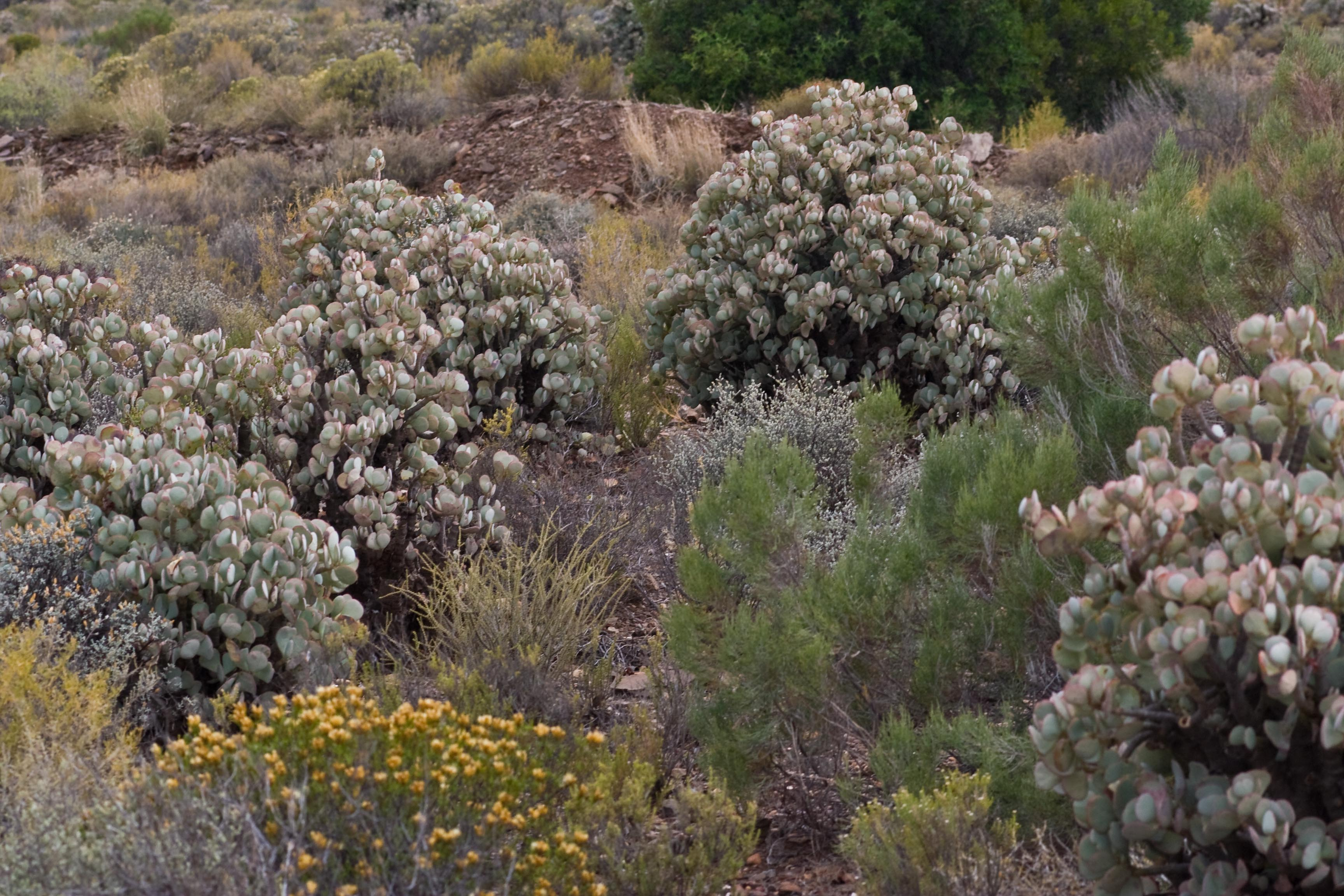
In habitat, Western Cape, South Africa
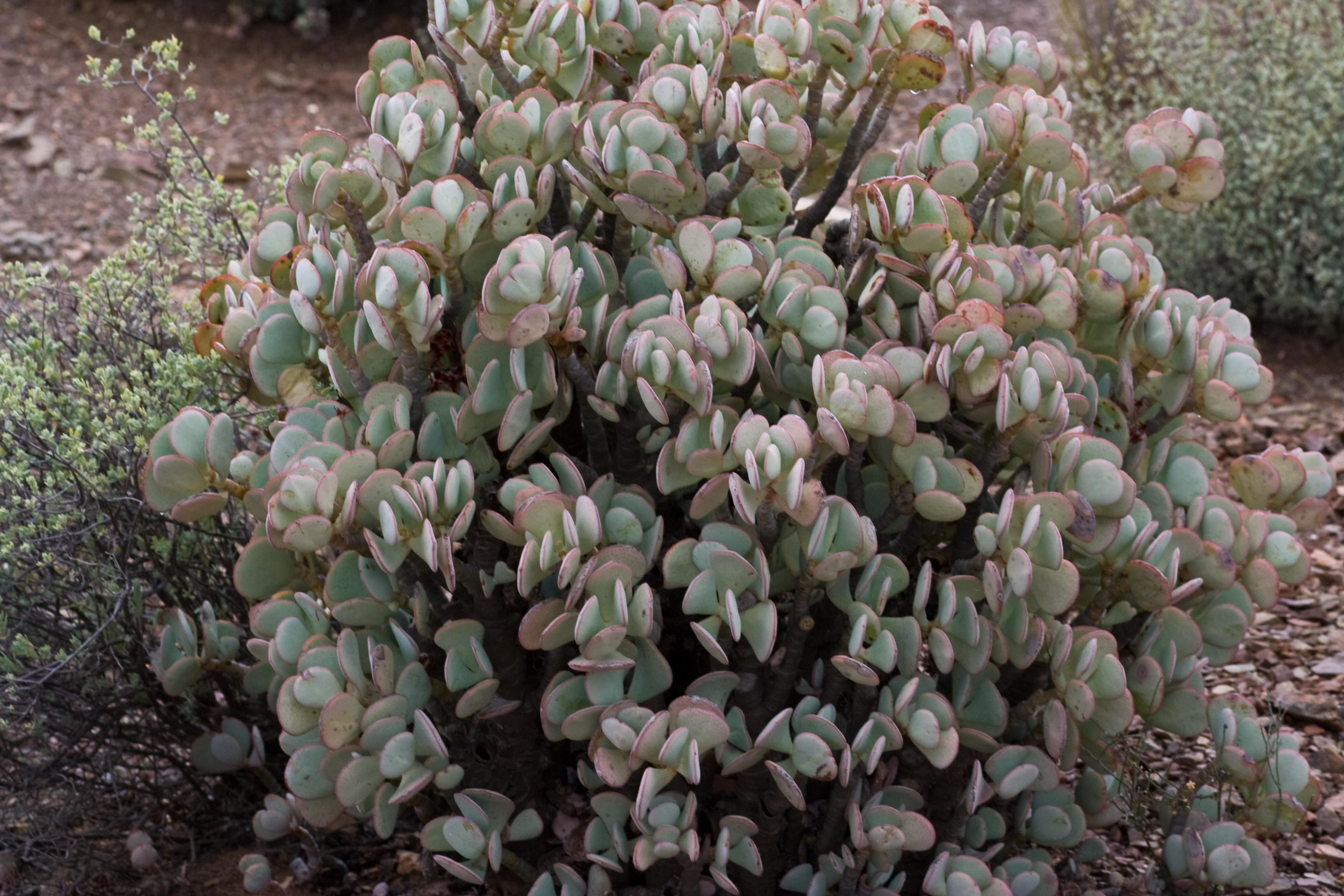
In habitat, Western Cape, South Africa
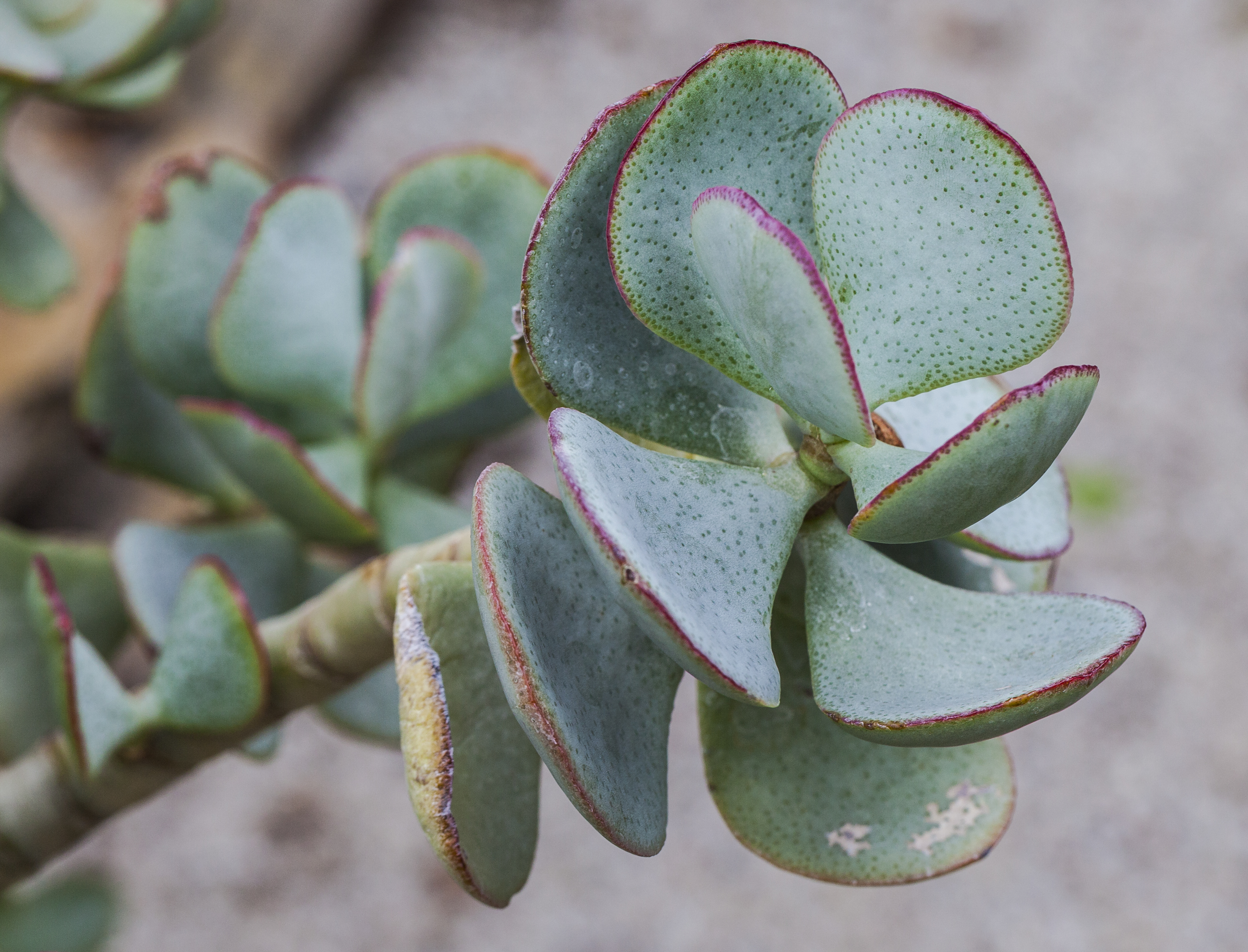
Leaves